# Marek Mrówczyński
Marek Mrówczyński (ur. 5 grudnia 1951 w Gniewkowie) – polski specjalista ochrony roślin, profesor nauk rolniczych, w latach 2007–2021 dyrektor Instytutu Ochrony Roślin w Poznaniu.

## Życiorys
W latach 1970–1975 studiował na Wydziale Rolniczym Akademii Rolniczej w Poznaniu. W 1976 został zatrudniony w poznańskim Instytucie Ochrony Roślin, początkowo w Pracowni Biologicznej Oceny Pestycydów, potem w Pracowni Badania Insektycydów; w latach 1987–1991 kierował tą Pracownią. Na Akademii Rolniczej w Poznaniu odbył także studia podyplomowe w zakresie ochrony roślin (1978–1979). Na podstawie badań nad podatnością odmian rzepaku ozimego na uszkodzenia przez szkodniki, prowadzonych w latach 80. w stacjach terenowych Centralnego Ośrodka Badania Odmian Roślin Uprawnych w Słupi Wielkiej, uzyskał w 1993 stopień doktora. W 1995 wszedł w skład Rady Naukowej Instytutu Ochrony Roślin, do 1999 przewodniczył Komisji Rady Naukowej ds. ekonomiczno-socjalnych. W 2003 uzyskał stopień doktora habilitowanego, a w 2009 tytuł profesora. 1 lutego 2007 został z nominacji ministra rolnictwa dyrektorem Instytutu Ochrony Roślin w Poznaniu, zastępując prof. Stefana Pruszyńskiego. 28 września 2021 został odwołany z tego stanowiska. Był członkiem Komitetu Ochrony Roślin PAN.
W pracy naukowej zajmuje się oceną biologiczną i wdrażaniem do praktyki nowych, skuteczniejszych i bezpieczniejszych dla środowiska insektycydów. Szczególnie badania Mrówczyńskiego dotyczą szkodników rzepaku (jarego i ozimego), stonki ziemniaczanej, szkodników zbóż i roślin motylkowych. Ogłosił wiele publikacji naukowych – książek, skryptów, podręczników, artykułów – jako autor lub współautor. Od 1990 uczestniczy także w opracowywaniu „Zaleceń Instytutu Ochrony Roślin”.
Został wyróżniony m.in. nagrodą ministra rolnictwa i gospodarki żywnościowej I stopnia (1995).